# Real Club Celta de Vigo Fortuna
El Real Club Celta de Vigo B, actualment Real Club Celta de Vigo Fortuna, conegut de vegades simplement com a Celta Fortuna és un club de futbol gallec, filial del Celta de Vigo. Es va fundar el 1927 i juga a la Primera Divisió RFEF.

## Història
Es va fundar el 1927 amb el nom de Sport Club Turista i no va ser fins a 1989 que va passar a ser filial del Celta de Vigo. Des de llavors i fins a 1996 va anomenar-se Celta Turista, any en què adquireix la denominació actual.
L'any 2002 va guanyar la Copa Federació en imposar-se a la final al CF Gavà.
La temporada 2003-04 va acabar a la tercera posició del grup I de la Segona Divisió B, jugant sense èxit la promoció ascens a Segona Divisió.

## Estadi
El Celta B juga els seus partits com a local a l'Estadi Municipal de Barreiro, a Vigo, amb capacitat per a 4.500 espectadors.

## Dades del club
- Temporades a Primera Divisió: 0
- Temporades a Segona Divisió A: 0
- Temporades a Segona Divisió B: 17
- Temporades a Tercera Divisió: 38
- Millor posició a la lliga: 3r (Segona B, temporada 2003-04)

## Palmarès
- 3 Campionats de Tercera Divisió (Temporades 1957-58, 1999-00 i 2000-01)